# Olympische Jugend-Sommerspiele 2014/Teilnehmer (Luxemburg)
| Gelbes Symbol für Goldmedaillen mit stilisierten Olympischen Ringen | Graues Symbol für Silbermedaillen mit stilisierten Olympischen Ringen | Braundes Symbol für Bronzemedaillen mit stilisierten Olympischen Ringen |
| ------------------------------------------------------------------- | --------------------------------------------------------------------- | ----------------------------------------------------------------------- |
| —                                                                   | —                                                                     | —                                                                       |

Die Luxemburger Jugend-Olympiamannschaft bestand aus 4 Athleten (1 Mann / 3 Frauen) für die II. Olympischen Jugend-Sommerspiele vom 16. bis 28. August in Nanjing (Volksrepublik China).
Luxemburg erzielte keine Medaille, allerdings holte Félix Penning (Judo) eine Bronzemedaille im gemischten Teamwettbewerb.

## Athleten nach Sportart

### Judo
| Athleten      | Wettbewerb | 1. Runde | 1. Runde  | Hoffnungsrunde 1 | Hoffnungsrunde 1 | Hoffnungsrunde 2 | Hoffnungsrunde 2 | Hoffnungsrunde 3 | Hoffnungsrunde 3 | Hoffnungsrunde 4 | Hoffnungsrunde 4 | Finale / Platz 3 | Finale / Platz 3 | Rang |
| Athleten      | Wettbewerb | Gegner   | Ergebnis  | Gegner           | Ergebnis         | Gegner           | Ergebnis         | Gegner           | Ergebnis         | Gegner           | Ergebnis         | Gegner           | Ergebnis         | Rang |
| ------------- | ---------- | -------- | --------- | ---------------- | ---------------- | ---------------- | ---------------- | ---------------- | ---------------- | ---------------- | ---------------- | ---------------- | ---------------- | ---- |
| Jungen        |            |          |           |                  |                  |                  |                  |                  |                  |                  |                  |                  |                  |      |
| Félix Penning | bis 81 kg  | I. Vardi | 0000:1112 | Y. Lo            | 1001:0101        | L. Kovač         | 1000:0000        | M. Bubanja       | 0001:1011        | ausgeschieden    | ausgeschieden    | ausgeschieden    | ausgeschieden    | 9    |

### Leichtathletik
Springen und Werfen 
| Athleten         | Wettbewerb | Qualifikation | Qualifikation | Finale     | Finale | Rang |
| Athleten         | Wettbewerb | Weite/Höhe    | Rang          | Weite/Höhe | Rang   | Rang |
| ---------------- | ---------- | ------------- | ------------- | ---------- | ------ | ---- |
| Mädchen          |            |               |               |            |        |      |
| Elodie Tshilumba | Hochsprung | 1,78 m        | 8             | 1,81 m     | 5      | 5    |

- Elodie Tshilumba, 1. Mai 1998, C.A. Schifflange / Dijon / Dampicourt, Hochsprung

### Schwimmen
| Athleten        | Wettbewerb     | Vorlauf     | Vorlauf | Halbfinale | Halbfinale | Finale        | Finale        |
| Athleten        | Wettbewerb     | Zeit        | Zeit    | Zeit       | Rang       | Zeit          | Rang          |
| --------------- | -------------- | ----------- | ------- | ---------- | ---------- | ------------- | ------------- |
| Mädchen         |                |             |         |            |            |               |               |
| Julie Meynen    | 50 m Freistil  | 26,01 s     | 6       | 25,60 s    | 4          | 25,57 s       | 4             |
| Julie Meynen    | 100 m Freistil | 57,06 s     | 13      | 55,33 s    | 3          | 55,29 s       | 6             |
| Monique Olivier | 200 m Freistil | 2:03,59 min | 17      | –          | –          | ausgeschieden | ausgeschieden |
| Monique Olivier | 400 m Freistil | 4:16,37 min | 10      | –          | –          | ausgeschieden | ausgeschieden |
| Monique Olivier | 800 m Freistil | –           | –       | –          | –          | 8:47,71 min   | 9             |
| Monique Olivier | 200 m Lagen    | 2:23,17 min | 22      | –          | –          | ausgeschieden | ausgeschieden |

- Julie Meynen, 15. August 1997, SCDE / Auburn Tigers
- Monique Olivier, 13. Juni 1998, Swimming Luxembourg / University of Edinburgh